# Szomáli pacsirta
A szomáli pacsirta (Heteromirafra archeri) a madarak osztályának verébalakúak (Passeriformes) rendjébe és a pacsirtafélék (Alaudidae) családjába tartozó madárfaj.

## Rendszerezése
A fajt Stephenson Robert Clarke német ornitológus írta le 1920-ban. Tudományos faji nevét Sir Geoffrey Francis Archer brit felfedező és gyarmati hivatalnok tiszteletére kapta. Egyes szervezetek a sidamoi pacsirtát (Heteromirafra sidamoensis) azonosnak tekintik ezzel a fajjal.

## Előfordulása
Szomália északnyugati és Etiópia keleti részén honos. Természetes élőhelyei a szubtrópusi vagy trópusi füves puszták és cserjések, sziklás környezetben. Állandó, nem vonuló faj.

## Megjelenése
Testhossza 16 centiméter.

## Természetvédelmi helyzete
Az elterjedési területe kicsi és csökken, egyedszáma  50–249 példány közötti és szintén csökken. A Természetvédelmi Világszövetség Vörös listáján súlyosan veszélyeztetett fajként szerepel.